# Carousel
Carousel (bra: Carrossel; prt: Carrossel) é um filme estadunidense de 1956, do gênero comédia romântico-musical, dirigido por Henry King, com roteiro baseado no espetáculo musical homônimo de 1945 da dupla Rodgers e Hammerstein, por sua vez inspirado na peça teatral Liliom de Ferenc Molnár.
A maior parte do filme foi realizada no Maine, cenas em Boothbay Harbor (principalmente as cenas do exterior do Spa da Nettie, incluindo a do número musical "June is Bustin' Out All Over", e "When The Children Are Asleep", cantada quando os barcos navegam para a festa da lagosta), Camden (parque onde há a confrontação entre Julie, Madame Mullin, Carrie e Billy), Newcastle e Augusta. Os números musicais do Balé de Louise e o "Soliloquy" de Billy foram na praia de "Paradise Cove", na Califórnia. Em Boothbay, muitas das cenas foram feitas onde atualmente está o Carousel Marina.
Carousel foi um dos três filmes de adaptações (de um total de nove) de Rodgers e Hammerstein que não foram indicados a alguma categoria do Óscar. Os outros dois foram State Fair (refilmagem de  filme de 1945) e  refilmagem animada de The King and I em 1999. Alguns participantes da equipe técnica trabalharam em The King and I de 1956, e ganharam o prêmio por aquela produção.
Carousel foi classificado em 41º pelo Channel 4 de Londres, numa lista de 100 maiores musicais.

## Elenco
- Gordon MacRae...Billy Bigelow
- Shirley Jones...Julie Jordan
- Cameron Mitchell...Jigger Craigin
- Barbara Ruick...Carrie Pipperidge
- Claramae Turner...Nettie Fowler
- Robert Rounseville...Enoch Snow
- Gene Lockhart...Guardião do céu/ Doutor Seldon
- Audrey Christie...Madame Mullin
- Susan Luckey...Louise Bigelow
- William LeMassena...amigo celeste
- John Dehner...David Bascombe
- Jacques d'Amboise...parceiro de dança de Louise (em Starlight Carnival)
- Angelo Rossitto (não creditado)

## Sinopse
A história começa no céu cristão ou Paraíso, com o mulherengo e bem apessoado Billy Bigelow limpando as várias estrelas do firmamento. Ele é chamado pelo guardião do lugar que lhe avisa que um de seus parentes está com problemas na Terra e que teria direito a retornar um dia para ajudá-lo. Mas antes Billy conta a história de sua vida, iniciando quando ele trabalhava num parque de diversões na Nova Inglaterra (por volta de 1888), cuidando do Carrossel da Madame Mullin. Ele se apaixona por uma das moças que andava no brinquedo, a bonita Julie, e os dois se casam. Madame Mullin ficara com ciumes e o despedira, e Julie também perdeu o emprego na fábrica do Senhor Lacombe. O casal vai então morar na casa de Nettie, num lugar litorâneo onde todos os homens são pescadores. Mas Billy não gosta desse trabalho e fica à toa. Quando Julie avisa que está grávida, ele resolve assaltar o Senhor Lacombe com a ajuda do amigo encrenqueiro Jigger Craigin. Na parte final do filme, Billy descobre que quem está com problemas é sua filha Louise, agora com 15 anos de idade.

## Disco
O álbum da trilha sonora foi o primeiro LP de 1956 da Capitol Records, mas era em mono. Contudo,como as gravações para o filme foram em estéreo, como todos os produzidos em Cinemascope, foi possível um novo lançamento em 1958, quando as gravações em disco com esse aperfeiçoamento se tornaram possíveis. O segundo lançamento teve menos 5 minutos, reduzindo a abertura instrumental "Carousel Waltz", devido a limitações técnicas do novo formato. Assim, o disco mono tem 50 minutos e o estéreo, 45 minutos.
Um grande número de músicos trabalharam nos complexos arranjos musicais: Nelson Riddle, Herbert W. Spencer, Earle Hagen, Edward B. Powell (responsável por "If I Loved You"), Bernard Mayer e Gus Levene.
Três edições do álbum foram lançadas em CDs, todos em estéreo. A primeira em 1986 (Capitol), foi uma duplicata exata do LP de 1958. A Angel Records adquiriu os direitos e lançou a versão completa em estéreo de "Carousel Waltz" pela primeira vez, além de todas as outras canções incluídas nos CDs e LPs anteriores. Em 2001 a Angel lançou a "edição expandida" da trilha sonora, apresentando praticamente todas as canções e músicas gravadas para o filme, incluindo as músicas dançantes, resultando numa duração de 70 minutos.
Sob a direção vocal de Ken Darby, as musicas e interpretações expandidas são:
1. Introduction – Gordon MacRae/William Le Massena  (sequência de abertura anterior aos créditos)
2. Main Title: The Carousel Waltz – 20th Century-Fox Orchestra/Alfred Newman  (Cerca de 5 minutos após Main Title, uma versão de Carousel Waltz é ouvida. Tocada novamente na faixa "Louise's Ballet".)
3. You're A Queer One, Julie Jordan – Barbara Ruick/Shirley Jones
4. (When I Marry) Mr. Snow – Barbara Ruick
5. If I Loved You – Shirley Jones/Gordon MacRae
6. June Is Bustin' Out All Over – Claramae Turner/Barbara Ruick and Chorus (ouvidas sem pausa)
7. June Is Bustin' Out All Over Ballet – 20th Century-Fox Orchestra/Alfred Newman
8. Soliloquy – Gordon MacRae
9. Blow High, Blow Low – Cameron Mitchell e coro masculino
10. When The Children Are Asleep – Robert Rounseville/Barbara Ruick
11. A Real Nice Clambake – Barbara Ruick/Claramae Turner/Robert Rounseville/Cameron Mitchell e Coral
12. Stonecutters Cut It On Stone – Cameron Mitchell e Coral
13. What's The Use Of Wond'rin – Shirley Jones e Coro de Mulheres
14. You'll Never Walk Alone – Shirley Jones/Claramae Turner
15. Louise's Ballet – 20th Century-Fox Orchestra/Alfred Newman
16. If I Loved You (reprise) – Gordon MacRae
17. You'll Never Walk Alone (Finale) – Shirley Jones e Corals
18. Carousel Waltz (LP Version) – 20th Century-Fox Orchestra/Alfred Newman (faixa adicional que contem 8 minutos de "Carousel Waltz").

## Cortes e eliminações da trilha sonora
Duas canções gravadas para o filme, "You're a Queer One, Julie Jordan" (interpretada por Barbara Ruick e Shirley Jones) e "Blow High, Blow Low" (por Cameron Mitchell e coral masculino) foram eliminadas pois os produtores queriam que a duração ficasse em 128 minutos. Mas foram incluídas em todos os álbuns lançados. "The Highest Judge of All", uma canção que antecede o encontro de Billy com o Guardião no espetáculo, quando ele pergunta por Deus, foi cortada do filme e não aparece nos discos. A canção sentimental de Mr. Snow, "Geraniums in the Winder", que servia como introdução para "Stonecutters Cut It on Stone", também foi cortada, como foi uma repetição de "Mister Snow". Um verso de "Stonecutters Cut It on Stone" (que aparece no disco) foi omitido no filme, talvez porque contivesse uma referência velada a sexo e a censura pudesse questionar.

## Polêmica com Frank Sinatra
Frank Sinatra era o protagonista original, no papel de Billy Bigelow. Ele deveria fazer as gravações prévias das canções do filme. O elenco sabia que em algumas cenas deveria haver duas gravações, uma em Cinemascope comum e outra para CinemaScope 55. Quando ele chegou, Sinatra reclamou que fora pago por um filme e não dois. Shirley Jones, em sua autobiografia, contou que a verdadeira causa de ele ter deixado o filme fora sua amante à época, Ava Gardner, que queria que ele a acompanhasse nas filmagens dela. Ironicamente, após a saída do cantor, os produtores conseguiram transferir as cenas em 55mm para 35mm; assim, não era mais necessário haver duas gravações. Em 14 de fevereiro de 1958, Shirley Jones foi convidada para o programa The Frank Sinatra Show da ABC e cantou "If I Loved You" com ele. Pode ser assistida no DVD Sinatra – The Classic Duets. As canções gravadas por Sinatra para o filme nunca foram lançadas por questões contratuais. "Soliloquy", era uma das favoritas dele, tendo gravada a mesma na década de 1940 pela Columbia, tentou pela Capitol na década de 1950, e realizou nova gravação na década de 1960 para Reprise Records.
Para o crítico brasileiro Rubens Ewald Filho, o filme perdeu com sua saída.